# Ulrich Strack
Ulrich Strack ist ein ehemaliger deutscher Basketballspieler. Er war deutscher Nationalspieler und zweimal deutscher Meister.

## Laufbahn
Strack, den seine kreative und instinktive Spielweise auszeichnete, gilt als eines der größten Talente, die der MTV 1846 Gießen jemals hervorgebracht hat. Im Alter von 16 Jahren absolvierte er sein erstes Spiel in der Bundesligamannschaft, mit 18 Jahren gewann er mit dem MTV 1975 die deutsche Meisterschaft, 1978 wiederholten Strack und die Gießener den Triumph, ein Jahr später folgte ein Pokalsieg. Zwischen den Erfolgen legte er 1976/77 einen Zwischenhalt beim Zweitligisten TuS Aschaffenburg-Damm ein, kehrte aber nach dem erfolgten Aufstieg im Vorfeld der Saison 1977/78 nach Gießen zurück.
Im weiteren Verlauf seiner Leistungsbasketballkarriere zog es ihn noch einmal zu einem anderen Bundesliga-Verein: Strack spielte für den DTV Charlottenburg in Berlin, ehe er 1985 wiederum zum MTV Gießen zurück wechselte.
In der Basketball-Bundesliga erzielte er während seiner Karriere insgesamt 2079 Punkte.

### Nationalmannschaft
Strack nahm im Sommer 1971 mit der bundesdeutschen Auswahl an der Kadetten-Europameisterschaft im italienischen Gorizia und 1974 an der Junioren-EM im französischen Orleans teil. Ab Sommer 1975 kam er zu Länderspieleinsätzen für die A-Nationalmannschaft der BRD und verbuchte bis 1983 33 Spiele im DBB-Hemd.